# Place du Bataillon-Français-de-l'ONU-en-Corée
La place du Bataillon-Français-de-l’ONU-en-Corée est une place de Paris située dans le 4e arrondissement, dans le quartier administratif Saint-Gervais.

## Situation et accès
C’est un espace piétonnier rectangulaire délimité par le quai de l’Hôtel-de-Ville, la rue Geoffroy-l'Asnier, la rue de l’Hôtel-de-Ville et la rue des Nonnains-d'Hyères
,.
Du côté du quai de l’Hôtel-de-Ville, la place fait face à l’île Saint-Louis et, pour atteindre la Seine, on doit traverser non seulement ce quai mais aussi, et en contrebas, la voie Georges-Pompidou et la portion de berge constituant le port de l'Hôtel-de-Ville.
Du côté de la rue de l’Hôtel-de-Ville, la place fait face à la Cité internationale des arts ainsi qu’à un jardin public, le square Albert-Schweitzer.
Les bouches de la station de métro Pont Marie se trouvent sur cette place piétonnière.

## Origine du nom
Cette place a reçu son nom en l’honneur du bataillon français de l’ONU qui participa à la guerre de Corée (1950-1953) sous l’égide de l’Organisation des Nations unies (ONU).

Cet odonyme ne plut pas à l'historien de Paris Alfred Fierro : 

« Le Conseil [de Paris]  abuse de noms interminables attribués à des lieux improbables […]. On trouve aussi en 1984 une ridicule place du Bataillon-Français-de-l’O.N.U.-en-Corée correspondant à un parterre de fleurs et une tout aussi ridicule place des Combattants-en-Afrique-du-Nord à la croisée du boulevard Diderot et de la rue de Lyon. Heureusement, ces lieux ne correspondent pas à une adresse postale, car leur intitulé aurait de la peine à tenir sur une enveloppe. »

## Historique
Cette place reçoit un toponyme par l’arrêté municipal du 12 octobre 1984 (Jacques Chirac étant maire de Paris).

## Bâtiments remarquables et lieux de mémoire
La place comporte un monument ayant la forme de la Corée.
On y trouve aussi une partie du jardin du Bataillon-de-l'ONU.